# Katharina Grosse
Katharina Grosse (Friburgo de Brisgovia, 2 de octubre de 1961) es una artista visual alemana conocida por sus instalaciones a gran escala diseñadas para sitios concretos con el objetivo de crear experiencias visuales inmersivas.

## Biografía
Grosse nació en 1961 en Friburgo de Brisgovia, Alemania. Estudió en la Kunstakademie Münster de 1982 a 1986, y en  Kunstakademie Düsseldorf de 1986 a 1990.En los años siguientes, fue artista residente en varias instituciones: Villa Romana en Florencia, Italia (1992); Fundación Chinati en Marfa, EE. UU. (1999); Escuela de Bellas Artes Elam de Auckland, Nueva Zelanda (2001); y Headlands Center for the Arts en San Francisco, EE. UU. (2002).

### Trayectoria profesional
El trabajo de Grosse emplea técnicas de arquitectura, escultura y pintura. También usa rociadores de pintura industrial para aplicar franjas prismáticas de color a una variedad de superficies desde finales de la década de 1990 y, a menudo, usa pinturas acrílicas brillantes y sin mezclar para crear elementos escultóricos a gran escala y obras de pared más pequeñas. 
Grosse trabaja en varios estudios en el distrito berlinés de Moabit (desde 2008),en Auckland y en Groß Kreutz (desde 2020).
A Grosse se le han encargado varias instalaciones específicas: para el Tribunal Federal del Trabajo en Erfurt (1999),la puerta 122 de la Terminal 1 en el  Aeropuerto Internacional Toronto Pearson en Toronto (2003)y el Parlamento alemán en Berlín (2015).
Impartió clases en la Academia de Arte Weißensee de 2000 a 2010. Más tarde fue profesora de pintura en la Kunstakademie Düsseldorf, de 2010 a 2018. Fue miembro del jurado del Premio Käthe Kollwitz (2019)que se otorgó a Hito Steyerl y fue miembro del jurado del Premio Maria Lassnig (2019) otorgado a Sheela Gowda.
Desde 2021, Grosse preside la junta directiva del Instituto de Arte Contemporáneo KW. Estando en este puesto, formó parte del comité que eligió a Emma Enderby como nueva directora del KW en 2023.
Está representada por Galerie Max Hetzler (desde 2022)y Gagosian Gallery (desde 2017).Anteriormente trabajó con Johann König hasta 2022.

## Vida personal
Grosse mantiene una relación con la artista Judy Millar. Vive y trabaja en Berlín desde el año 2000. En 2005 compró un antiguo supermercado en el barrio berlinés de Friedrichshain que convirtió en su residencia principal.

## Comisiones públicas (seleccionadas)
- Sin título, Autoridad de Aeropuertos del Gran Toronto (2003) [18]
- Siete días, Kunstmuseum Bonn (2011) [19]
- Blue Orange, Vara Bahnhof, Suecia (diseño 2012) [20]
- Sólo dos de nosotros, MetroTech Commons, Public Art Fund, Nueva York (2013) [21]
- Sin título, Ehrenhof Düsseldorf (2014)
- Sin título, Empresa de transporte público de Colonia - KVB, parada Chlodwigplatz, Colonia (2015)
- Sin título, Marie-Elisabeth-Lüders-Haus, Berlín (encargado por la República Federal de Alemania para la Cámara de Representantes) (2015)
- Sin título, Universidad de Washington en St. Louis, MO, EE. UU. (encargado por el Centro Recreativo Gary M. Sumers) (2016) [22]
- ¡Rockaway! , para MoMA PS1, Fort Tilden, Nueva York (2016) [23]
- Mural, para el Museo de Bellas Artes, Boston, MA (2019) [24]

## Colecciones
El trabajo de Grosse se encuentra en varias colecciones permanentes, incluidas las siguientes:
- Museo de Arte Moderno,[25] Nueva York
- QAGOMA,[26] Brisbane, Australia
- Centro Georges Pompidou,[27] París
- Colección Pomeranz.[28]
- Colección Sociedad General.[29]

## Premios y reconocimientos
- Villa Romana Prize, Florence, Italy (1992).[30]
- Schmidt-Rottluff Stipend, Germany (1993).[31]
- Stiftung Kunstfonds Bonn, Germany (1995)
- Chinati Foundation's artist-in-residence program, Marfa, Texas, USA (1999 ).[32]
- Artist-in-residence at Elam School of Fine Arts, Auckland, New Zealand (2001).[33]
- Artist-in-residency award, Headlands Center for the Arts, Sausalito, California, USA (2002).[34]
- Fred Thieler Award, Berlinische Galerie, Berlin, Germany (2003).[2]
- Oskar-Schlemmer-Award, Great State Prize for Visual Arts of Baden-Wuerttemberg (2014).[35]
- Otto-Ritschl-Kunstpreis (2015).[36]

## Publicaciones (catálogos)
- Ubicación, Ubicación, Ubicación . Contribuciones de Steffen Bodekker, Roman Kurzmeyer, Judy Millar, Retrograde Strategies Cooperative, Angela Schneider, Beat Wismer, Düsseldorf, 2002.
- Katharina Grosse . Kunstverein Ruhr. Contribución de Peter Friese, Essen 2002.
- Cool Puppen / Der weisse Saal trifft sich im Wald / Ich wüsste jetzt nichts . Galería Ikon, Birmingham; Städtische Galerie im Lenbachhaus, Múnich; Museo de Arte de San Galo, San Galo; Kunsthalle zu Kiel, Kiel. Contribuciones de Marion Ackermann, Beate Ermacora, Jonathan Watkins, Roland Wäspe, Wolfratshausen 2002.
- Katharina Grosse. Premio Fred Thieler para Malerei 2003 . Berlinische Galerie, Berlín. Contribución de Armin Zweite, Berlín 2003.
- Conferencia de Lógica Infinita . Magasin 3 Estocolmo Konsthall, Suecia. Contribuciones de Richard Julin, Lars Mikael Raattamaa, Estocolmo 2004.
- Pintura De Doble Piso . Kunsthallen Brandts Klaedefabrik, Dinamarca. Contribuciones de Lene Burkard, Tor Nørretranders, Cecilie Bepler, Odense 2004.
- Residuo agujereado . de Appel, Ámsterdam. Contribución de Janneke Wesseling, Ámsterdam 2006.
- Parque de imágenes . Galería de arte de Queensland/Galería de arte moderno. Contribuciones de Nicholas Chambers, Robert Leonard, Brisbane 2007.
- El aplomo de la cabeza und die anderen folgen . Museo de Arte de Bochum. Contribuciones de Hans Gunther Golinski y Katharina Grosse, Nuremberg 2007.
- Átomos fuera de los huevos . Museo de Arte Contemporáneo (Fundação de Serralves), Oporto. Contribuciones de Leonhard Emmerling, Ulrich Loock, Oporto 2007.
- Otro hombre al que se le ha caído el pincel . Galería Cívica de Módena. Contribuciones de Arno Brandlhuber y Katharina Grosse, Milovan Farronato, Angela Vettese, Colonia 2008.
- El espectáculo de flores / SKROW NO REPAP . FRAC Auvernia, Clermont-Ferrand. Contribución de Jean-Charles Vergne, Colonia 2008.
- Ich wünsche mir ein grosses Atelier im Zentrum der Stadt . Contribuciones de Georg Augustin, Laura Bieger, Andreas Denk, Ulrich Loock, Philip Ursprung, Baden, Suiza 2009.
- Caja de sombras . Temporäre Kunsthalle Berlín. Contribuciones de Laura Bieger, Katja Blomberg, Uta Degner, Antje Dietze, Alexander Koch, Gerd G. Kopper, Colonia 2009.
- Átomos dentro de globos . The Renaissance Society de la Universidad de Chicago, Chicago, ILL, EE. UU. Contribuciones de David Hilbert, Nana Last y Hamza Walker, Chicago 2009.
- Barbara y Katharina Grosse . Museo de Nueva Arte de Friburgo. Contribuciones de Walter von Lucadou, Isabel Herda, Nuremberg 2010.
- Globos oculares transparentes . Cuatrienal 2010, Kunsthalle Düsseldorf. Contribuciones de Gregor Jansem, Annika Reich, Uwe Vetter, Düsseldorf 2011.
- Come niño come . Contribución de Ulrich Wilmes, Berlín, 2011.
- Un piso más arriba . MASS MoCA, MA, North Adams, Estados Unidos. Contribución de Susan Cross, Massachusetts 2012.
- Wunderblock, Centro de Escultura Nasher, Dallas, TX, EE.UU. Contribuciones de Jeremy Strick, Catherine Craft, Dallas 2013.
- Katharina Grosse . Monografía. Contribuciones y publicaciones de Ulrich Loock, Annika Reich, Katharina Grosse, Colonia 2013.
- Wer, ¿eh? ¿Wen, Du? . Kunsthaus Graz, Austria. Contribuciones de Peter Pakesch, Katrin Bucher Trantow, Adam Budak, Graz 2014.
- Dentro del altavoz . Museo Kunstpalast, Dusseldorf. Contribuciones de Dustin Breitenwischer, Philipp Kaiser, Ulrich Loock, Beat Wismer, Colonia 2014.
- psiquilustro . Programa de artes murales de la ciudad de Filadelfia. Contribuciones de Douglas Ashford, Anthony Elms, Jane Golden, Daniel Marcus, Elizabeth Thomas, Colonia 2015.
- Katharina Grosse: siete horas, ocho voces, tres árboles . Museo Wiesbaden. Contribuciones de Ann Cotten, Dustin Breitenwischer, Jörg Daur, Alexander Klar, Sally McGrane, Teresa Präauer, Annika Reich, Monika Rinck, Colonia, 2015.
- Katharina Grosse . Museo Frieder Burda. Contribuciones de Helmut Friedel y Katrin Dillkofer (ambas en alemán), Colonia, 2016.